# Patinatge artístic als Jocs Olímpics d'hivern de 1932 - Individual femení
En els Jocs Olímpics d'Hivern de 1932 celebrats a Lake Placid (Estats Units d'Amèrica) es realitzà una competició de patinatge artístic sobre gel en categoria femenina, que unida a la competició masculina i per parelles conformà la totalitat del programa oficial del patinatge artístic als Jocs Olímpics d'hivern de 1932. La competició se celebrà a l'Estadi Olímpic de Lake Placid entre els dies 9 i 10 de febrer de 1932.

## Comitès participants
Hi participaren un total de 15 patinadors de 7 comitès nacionals diferents.
| - Àustria (1) - Bèlgica (1) - Canadà (3) - Estats Units (4) |  | - Noruega (1) - Regne Unit (4) - Suècia (1) |

## Resum de medalles
| Or          | Argent        | Bronze         |
| Sonja Henie | Fritzi Burger | Maribel Vinson |

## Resultats
La noruega Sonja Henie aconseguí retenir el seu títol, finalitzant novament l'austríaca Fritzi Burger en segon lloc.
| Posició | Patinadora              | Punts | Marcador |
| ------- | ----------------------- | ----- | -------- |
| 1       | Sonja Henie             | 7     | 2302.5   |
| 2       | Fritzi Burger           | 18    | 2167.1   |
| 3       | Maribel Vinson          | 23    | 2158.8   |
| 4       | Constance Wilson-Samuel | 28    | 2129.5   |
| 5       | Vivi-Anne Hultén        | 29    | 2129.5   |
| 6       | Yvonne De Ligne         | 45    | 1942.5   |
| 7       | Megan Taylor            | 55    | 1911.8   |
| 8       | Cecilia Colledge        | 64    | 1851.6   |
| 9       | Mollie Phillips         | 63    | 1864.7   |
| 10      | Joan Dix                | 75    | 1833.6   |
| 11      | Margaret Bennett        | 75    | 1826.8   |
| 12      | Suzanne Davis           | 83    | 1780.4   |
| 13      | Elizabeth Fisher        | 82    | 1801.0   |
| 14      | Louise Weigel           | 92    | 1769.4   |
| 15      | Mary Littlejohn         | 101   | 1711.6   |